# Zhazi (köpinghuvudort i Kina, Jilin Sheng, lat 42,00, long 126,56)
Zhazi är en köpinghuvudort i Kina. Den ligger i provinsen Jilin, i den nordöstra delen av landet, omkring 240 kilometer sydost om provinshuvudstaden Changchun. Antalet invånare är 16 994. Befolkningen består av 7 986 kvinnor och 9 008 män. Barn under 15 år utgör 9,0 %, vuxna 15-64 år 78 %, och äldre över 65 år 12,0 %.
Runt Zhazi är det ganska tätbefolkat, med 179 invånare per kvadratkilometer. Närmaste större samhälle är Sanchazi, 9,4 km norr om Zhazi. I omgivningarna runt Zhazi växer i huvudsak blandskog.
Genomsnittlig årsnederbörd är 1 081 millimeter. Den regnigaste månaden är juli, med i genomsnitt 326 mm nederbörd, och den torraste är januari, med 11 mm nederbörd.